# 章簡
章簡（？—1645年），字次弓，號坤能，直隸松江府華亭縣人，匠籍，明朝、南明政治人物。

## 生平
章簡是天啟四年（1624年）甲子科應天鄉試舉人，五年（1625年）乙丑科會試中副榜。授古田縣知縣，崇禎十四年（1641年）調羅源縣知縣，改兵部職方司主事，升員外郎。南明弘光元年（1645年）南京失陷後他跟隨沈猶龍與黃家端、周蘭、崔騰鯉、眭明永、陳子龍、李待問、王雄等人募招義士數千人起兵，支援吳志葵及黃蜚，同年八月貝勒博洛、總兵李成棟攻陷青浦，包圍松江府，章簡守衛南門，而李待問、單恂、張壽孫則守衛其他三門，很快城池失陷，他被擒殺。魯王朱以海追贈光祿寺少卿，諡毅節，隆武帝追贈吏科都給事中，加尚寶司卿，諡節愍。

## 家族
曾祖章雲鳳；祖父章憲文，工部主事；父章台垣，廩生。弟章曠。

## 引用
1. 1 2  錢海岳《南明史·卷四十六·列傳第二十二》：簡，字次弓，嵩江華亭人。天啟四年舉於鄉。歷古田、羅源知縣，公廉節愛。遷職方主事，轉員外郎。
2. ↑  光緒《金山縣志》：—章簡，字次弓，天啟四年舉人，旋中會副……
3. ↑  錢海岳《南明史·卷四十六·列傳第二十二》：南京亡，（沈）猶龍斥私資五千金，與黃家端、周蘭、崔騰鯉、眭明永、陳子龍、李待問、王雄、章簡等募士數千，……與吳志葵、黃蜚合勢。……隆武元年八月，貝勒博雒、總兵李成棟陷青浦，圍嵩江，待問、簡、單恂、張壽孫守四門。……守南門，被執不屈死。魯王贈光祿少卿，諡毅節。紹宗贈吏科都給事中，加尚寶卿，諡節愍。